# Éléonore de Nassau-Sarrebruck
Eléonore de Nassau-Sarrebruck (en allemand Eleonore von Nassau-Saarbrücken) est née à Sarrebruck (Allemagne) le 1er juillet 1707 et meurt à Langenbourg le 15 octobre 1769. Elle est la fille du comte Louis-Crato de Nassau-Sarrebruck (1663-1713) et de la comtesse Henriette-Philippine de Hohenlohe-Langenbourg (1679-1751).

## Mariage et descendance
Le 23 janvier 1723 elle se marie à Lorentzen avec Louis de Hohenlohe-Langenbourg (1696-1765), fils d'Albert Wolfgang de Hohenlohe-Langenbourg (1659-1715) et de Sophie-Amélie de Nassau-Sarrebruck (1666-1736). Le couple a 13 enfants :
- Christian-Albert de Hohenlohe-Langenbourg (1726-1789)
- Frédéric Charles (1728-1728)
- Sophie Henriette (1729-1735)
- Auguste Caroline (1731-1736)
- Louise Charlotte (1732-1777), qui épouse le prince Frédéric-Christian de Hohenlohe-Kirchberg
- Éléonore Julienne (1734-1813), qui épouse le prince Albert de Hohenlohe-Ingelfingen
- Guillaume Frédéric (1736-1753)
- Philippe Charles (1738-1805)
- Frédéric Auguste (1740-1810)
- Louis Gottfried (1742-1765)
- Christiane Henriette (1744-1744)
- Caroline Christiane (1746-1750)
- Frédéric Ernest (1750-1794), épouse Magdalena Adriana van Haren